# Kamičak (utvrda nad Krkom)
Tvrđava Kamičak (lat. Kamichech, Kamichack, Kamichach, Camichach), u narodu poznata i kao Utješinovića grad, je srednjovjekovna utvrda smještena na nepristupačnoj litici na lijevoj obali rijeke Krke u tjesnacu između Roškog slapa i Visovačkog jezera. U srednjem vijeku gospodari Kamička bili su članovi moćne velikaške obitelji Nelipić.
Prema predaji, podno Kamička nalaze se ostaci dvora posljednjeg hrvatskog kralja Petra Svačića († 1097.). Također, ispod utvrde nalaze se oranice zvane Svačice.

## Povijest
Prema sačuvanim dokumentima iz 1345. godine Kamičkom su, kao nasljednim kastrumom, vladali Nelipići (Nelipčići), knezovi Knina, Drniša, Cetine i čitave Zagore. Kralj Ludovik I. (1342. – 1382.) potvrdio im je vlasništvo nad utvrdom kao nagradu zbog pomoći koju je ta obitelj pružila kralju Beli IV. (1235. – 1270.) za vrijeme boravka u Trogiru. Za vrijeme borbi između kraljevih vojnih jedinica predvođenih hrvatskim banovima i Nelipićâ sredinom 14. stoljeća, Kamičak je porušen, ali je ubrzo ponovno izgrađen.
Zadnji izdanak obitelji Nelipić, knez Ivaniš († 1434.) posinio je svoga zeta Anža Frankopana i predao mu u nasljedstvo Kamičak i okolne posjede. Međutim, kralj nije priznao baštinsko pravo pa je Kamičak 1445. godine preuzeo Grgur Utješinović koji je franjevcima darovao otok Visovac. U utvrdi je 1482. godine rođen kardinal Juraj Utješinović. Njegova sestra Ana bila je udana za Bartola Draškovića i rodila tri sina Jurja, Gašpara i Ivana.
Nakon Utješinovića Kamičkom vladaju braća Halapići. Godine 1523. Kamičak su osvojili i porušili Turci.